# Иосиф (Серебрянский)
Иосиф Серебрянский (ум. после 1805) — иеромонах Русской православной церкви.

## Биография
Родом из местечка Обуховки, Киевского уезда; сын священника. Принял монашество с именем Иосиф в Корсунском Уляницком монастыре в 1777 году. В 1780 году Серебрянский был посвящен в иеродиакона, а в 1793 году — в иеромонаха.

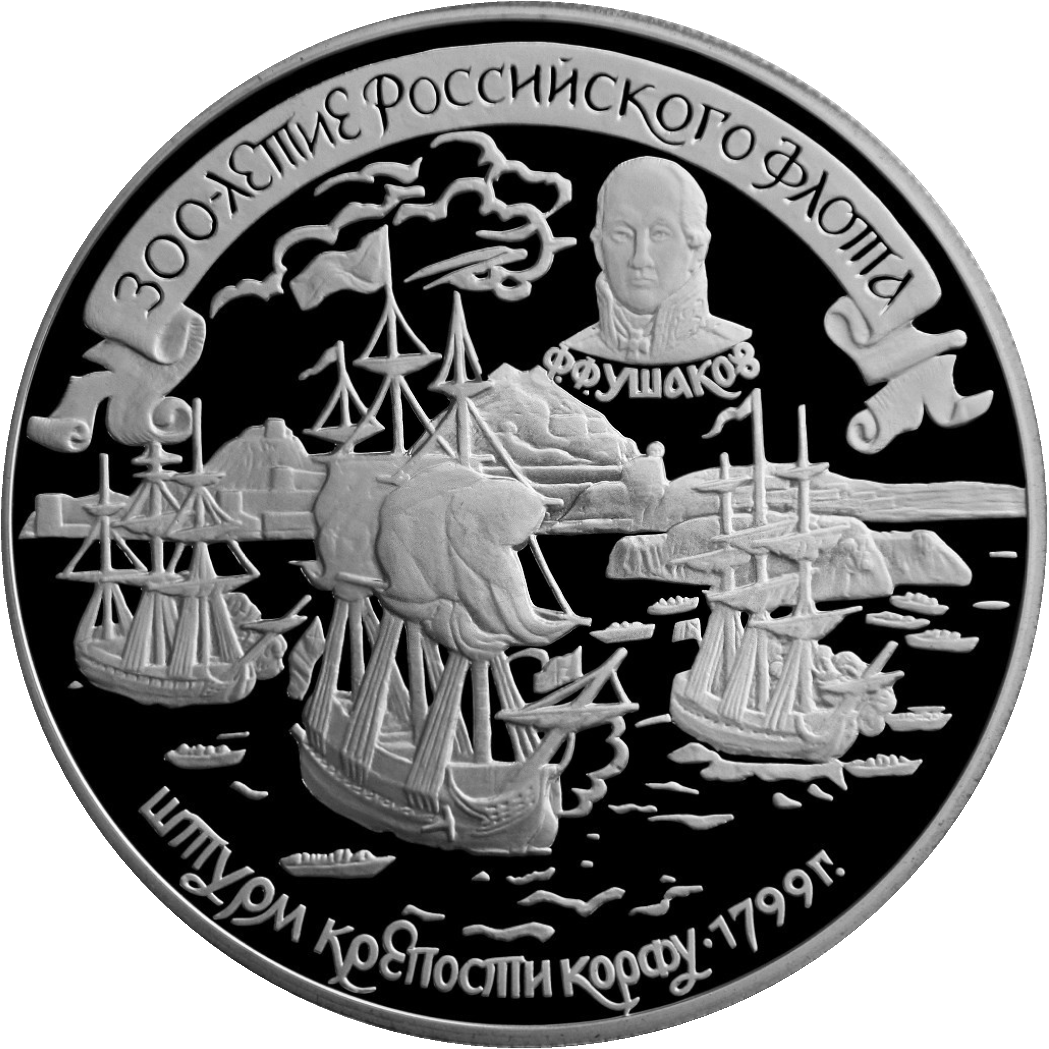
Осада Корфу
(монета Банка России)

В 1796 году, по собственному прошению, Иосиф Серебрянский был определен на Русский императорский флот, в 1798 году был назначен на корабль «Богоявление Господне», в эскадру адмирала Ф. Ф. Ушакова, с которой участвовал в Средиземноморском походе и принимал участие в военных действиях против французов в Венецианском заливе, у острова Корфу и при штурме острова Видо. 
Затем, вместе с русским десантом, под командою капитана Сытина, Иосиф Серебрянский участвовал при атаке и взятии крепости Фано, при взятии крепости Синагальи, при блокаде и взятии крепости Анконы. По донесению военных начальников он «всегда находился неотлучно с войсками, в передних рядах, ободряя солдат своим присутствием и неустрашимостью с крайним усердием и неутомимостью» и особенно отличился при отражении вылазки, произведенной неприятелем из крепости Анконы 22 октября, и при штурме и при взятии крепости 30 октября.
26 июня 1799 года Иосиф Серебрянский был переведен на фрегат «Навархия».
22 января 1802 года, по болезни, Иосиф Серебрянский был уволен Священным Синодом от службы во флоте в Киевскую епархию, с правом занять первую вакантную должность настоятеля в третьеклассном монастыре; но он отказался от игуменства и по собственному желанию был помещен в число рядовых иеромонахов Киевобратского училищного монастыря. Синод определил ему пенсию 30 рублей в год, хотя он получал и штатный оклад в монастыре. 
23 января 1805 года Иосифу Серебрянскому по его просьбе ему дозволено было перейти на жительство в Киево-Печерскую лавру; но он, удалившись из Киевобратского монастыря, в Лавру не явился и исчез бесследно.